# Jurindex
Jurindex este un portal web care are ca misiune aceea de a publica on-line, in integrum, jurisprudența instanțelor din România. Portalul a pornit în mai 2009 cu un număr de 89.914 hotărâri judecătorești de la cele 16 Curți de Apel din România. În acest moment Jurindex conține peste 230.000 de hotărâri judecătorești . Se dorește ca prin extindere, Jurindex să publice toate hotărârile judecătorești pronunțate în România începând cu anul 2008. Jurindex se află sub egida Consiliului Superior al Magistraturii. Standardul Jurindex prevede: 
- acces general și gratuit al publicului la totalitatea hotărârilor judecătorești
- acces la forma originală și completă a hotărârilor judecătorești
- protejarea datelor cu caracter personal și a datelor de identificare ale părților

### Transparență
- Dreptul publicului la transparența instanțelor este o regulă constituțională fundamentală în România
- Obligația de transparență aparține instanțelor înseși și include obligația pentru a cestea de a luat toate măsurile de natură să faciliteze în cele din urmă accesul publicului în siguranță la hotărârile judecătorești

### Gratuitate
Punerea la dispoziția publicului a tuturor hotărârilor produse de sistemul judiciar în exercitarea procesului de înfăptuire a justiției reprezintă un instrument fundamental pentru dezvoltarea dreptului la informare, care este un principiu de bază a democrației

### Accesibilitate
Caracterul public al oricărei hotărâri judecătorești presupune dreptul oricărei persoane de a o accesa de la distanță. Dreptul de acces al publicului la hotărârile judecătorești înseamnă atât dreptul de a le vizualiza cât și dreptul de a obține copiii după acestea.

## Origine și afiliere
Jurindex are ca sursă de inspirație și este afiliat la Mișcarea pentru accesul liber la Informația juridică un curent care există mai ales în țările anglo-saxone.